# Selección de baloncesto de Austria
La selección de baloncesto de Austria (en alemán: Österreichische Basketballnationalmannschaft) es el equipo formado por jugadores de nacionalidad austríaca que representa a la Federación de Baloncesto de Austria en las competiciones internacionales organizadas por la Federación Internacional de Baloncesto (FIBA) o el Comité Olímpico Internacional (COI): los Juegos Olímpicos, la Copa Mundial de Baloncesto y el EuroBasket.
Austria ha competido en el EuroBasket seis veces a lo largo de su historia. Su mejor actuación en general se produjo en el torneo de 1951. Sin embargo, el equipo todavía está buscando la clasificación para su primera aparición en el escenario mundial de la Copa Mundial FIBA.

## Historial

### Copa Mundial
Resultado General: No ocupa puesto
| Copa Mundial de Baloncesto |
| --- |
| - 1950: No calificó - 1954: No calificó - 1959: No calificó - 1963: No calificó - 1967: No calificó - 1970: No calificó - 1974: No calificó - 1978: No calificó - 1982: No calificó - 1986: No calificó - 1990: No calificó - 1994: No calificó - 1998: No calificó - 2002: No calificó - 2006: No calificó - 2010: No calificó - 2014: No calificó - 2019: No calificó - 2023: No calificó - 2027: TBD |

### Juegos Olímpicos
| Baloncesto en los Juegos Olímpicos |
| --- |
| - Berlín 1936: No calificó - Londres 1948: No calificó - Helsinki 1952: No calificó - Melbourne 1956: No calificó - Roma 1960: No calificó - Tokio 1964: No calificó - México 1968: No calificó - Múnich 1972: No calificó - Montreal 1976: No calificó - Moscú 1980: No calificó - Los Ángeles 1984: No calificó - Seúl 1988: No calificó - Barcelona 1992: No calificó - Atlanta 1996: No calificó - Sídney 2000: No calificó - Atenas 2004: No calificó - Pekín 2008: No calificó - Londres 2012: No calificó - Río 2016: No calificó - Tokio 2020: No calificó - París 2024: No calificó |

### EuroBasket
| EuroBasket |
| --- |
| - 1935: No participó - 1937: No participó - 1939: No participó - 1946: No participó - 1947: 12° Lugar - 1949: No participó - 1951: 11° Lugar - 1953: No participó - 1955: 13° Lugar - 1957: 14° Lugar - 1959: 16° Lugar - 1961: No participó - 1963: No participó - 1965: No participó - 1967: No participó - 1969: No participó - 1971: No participó - 1973: No participó - 1975: No participó - 1977: 12° Lugar - 1979: No participó - 1981: No participó - 1983: No participó - 1985: No participó - 1987: No participó - 1989: No participó - 1991: No participó - 1993: No participó - 1995: No participó - 1997: No participó - 1999: No participó - 2001: No participó - 2003: No participó - 2005: No participó - 2007: No participó - 2009: No participó - 2011: No participó - 2013: No participó - 2015: No participó - 2017: No participó - 2022: No participó - 2025: TBD |

### Campeonato Europeo División C
| 1988: | No participó | 1990: | No participó   | 1992: | Medalla de oro |  |  |
| 1994: | No participó | 1996: | Medalla de oro | 1998: | No participó   |  |  |
| 2000: | No participó | 2002: | No participó   | 2004: | No participó   |  |  |
| 2006: | No participó | 2008: | No participó   | 2010: | No participó   |  |  |
| 2012: | No participó | 2014: | No participó   | 2016: | No participó   |  |  |
| 2018: | No participó | 2021: | No participó   |       |                |  |  |